# Mine d'or de Salsigne
La mine d'or de Salsigne est une ancienne mine d'or française fermée en 2004 et située sur les communes de Salsigne et de Villanière à 15 km au nord de Carcassonne dans le massif de la Montagne Noire, dans le département de l'Aude et la région Occitanie. Elle a été la plus importante mine d'or d'Europe occidentale et la dernière de France métropolitaine. Elle est marquée par un siècle de pollution par l'arsenic et à ce jour, il s'agit du site le plus pollué de France.

## Histoire

### Exploitation

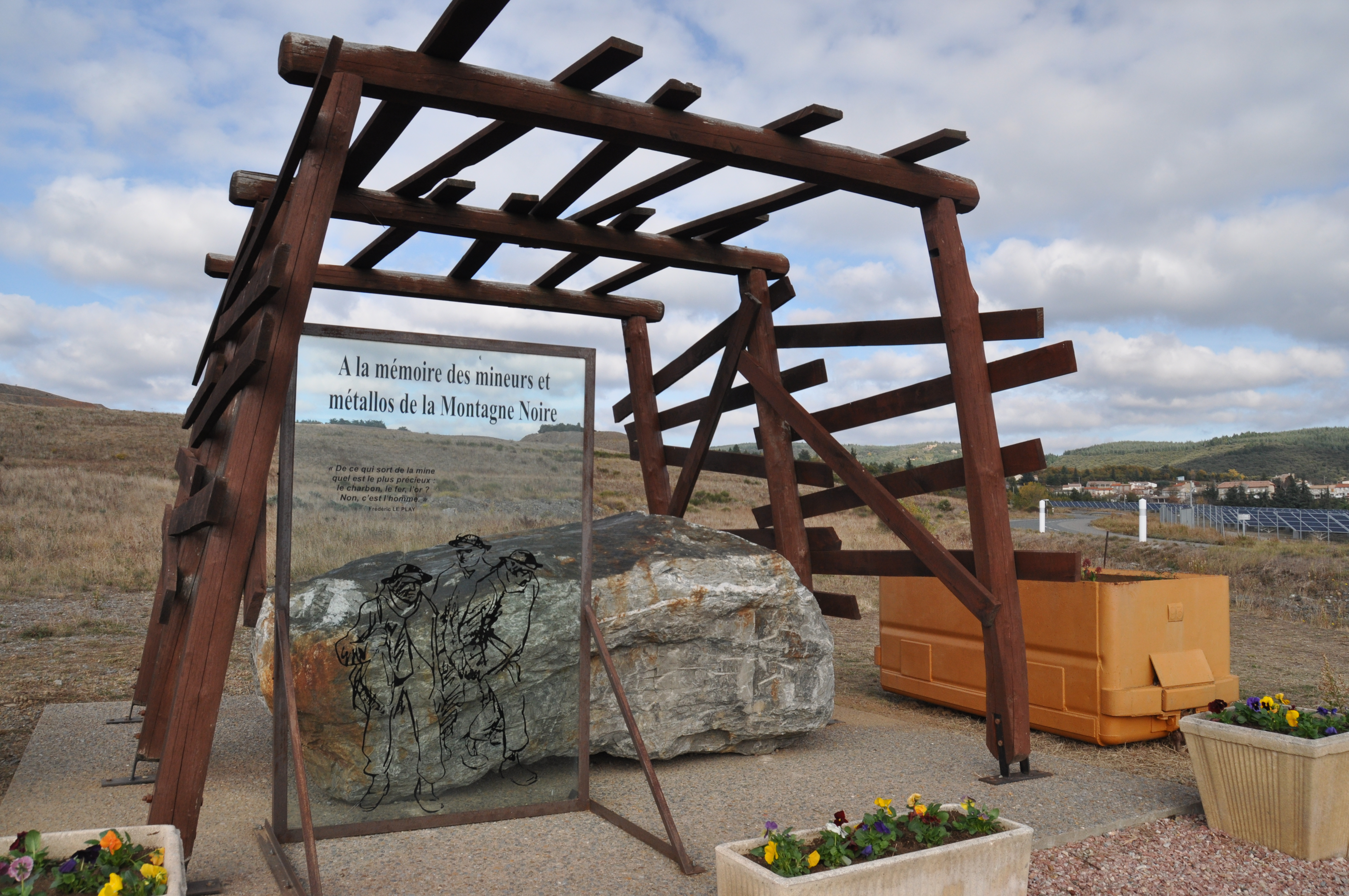
Monument aux mineurs de la mine de Salsigne.

Dès l'époque romaine, dans toute la région, on exploite divers minerais (fer, or, cuivre, plomb).
L'or est redécouvert en 1892 par Louis Marius Esparseil, exploitant carcassonnais de mines (de fer). 
La mine produit 120 tonnes d’or entre son ouverture en 1892 et sa fermeture en 2004. La mine a été exploitée successivement par la SMPCS  (Société des Mines et Produits Chimiques de Salsigne), le BRGM (Bureau de recherches géologiques et minières) via sa filiale Coframines et la MOS (Mine d'Or de Salsigne).
Salsigne fut autrefois le premier producteur mondial d'arsenic, présent naturellement dans le sol et dans le minerai. Le minerai était trié à la main par des hommes et des femmes au début de l'exploitation.
Entre 1910 et 1912, le minerai est séparé et extrait dans une usine de traitement par hydrométallurgie par cyanuration, puis par pyrométallurgie, sur le site de la Combe du Saut construit près de l'Orbiel entre Lastours et Conques-sur-Orbiel.
En 1950, alors que l'Algérie était une colonie française, beaucoup d’Algériens originaires de Semaoun, dans la sous-préfecture d'Amizour du Département de Béjaïa, sont venus travailler dans les mines de Salsigne.  Après la guerre d'Algérie, en 1962, de nombreux travailleurs algériens sont à nouveau embauchés.
En 1991, la MOS (mine d'or de Salsigne) est rachetée par un groupe australien. De 1999 à 2006, l'ADEME de Languedoc-Roussillon procède à la réhabilitation du site industriel de la Combe du Saut en raison de la pollution du sol par l'arsenic et par d'autres métaux lourds. Depuis, les bâtiments du site de la Combe du Saut ont été détruits puis enterrés et confinés dans deux stockages différents, sauf la station de traitement des eaux qui est conservée,. Le site a fait l'objet d'un projet de réhabilitation.
L'accès à la descenderie du puits Castan de Villanière a été bouché et fermé, mais son chevalement a été conservé ;
la mine à ciel ouvert (MCO) de Villanière et Salsigne est conservée mais l'accès à sa descenderie est condamné.

### Pollution de la vallée de l'Orbiel
La vallée de l'Orbiel est durablement polluée par l'activité de la mine d'or de Salsigne, et notamment par l'arsenic, élément chimique toxique, néfaste pour l'environnement et cancérogène. Le bureau de recherches géologiques et minières (BRGM) chargé de la dépollution du site a chiffré à 3 tonnes d’arsenic charriées annuellement par l’Orbiel, tandis qu'une étude à l'initiative des riverains de la mine estime la quantité d'arsenic charriée chaque année à 8 tonnes et non 3.
En 2011, soit 7 ans après la fermeture de la mine, la pollution à l'arsenic persiste dans la vallée de l'Orbiel. La préfecture de l'Aude a élaboré un arrêté interdisant la mise sur le marché de légumes produits dans cette vallée.
En 2013, l'association de défense des riverains de Salsigne et de Terres d'Orbiel a découvert un béal d'arrosage (bief, canal d'irrigation) coloré d'orange qui pourrait également charrier des produits d'oxydation de déchets miniers (cf. drainage minier acide).
Durant les inondations du 15 octobre 2018, les torrents pollués de l'Orbiel ont envahi les terres et jardins des riverains. Une analyse de sédiments, prélevés le 12 novembre 2018, a montré des concentrations très élevées d'arsenic : jusqu'à plus de 3 % à moins de 10 km en amont de Conques-sur-Orbiel. À l'été 2019, les tests menés par Agence régionale de santé d’Occitanie concluent que des dizaines d'enfants vivant dans la vallée de l'Orbiel présentent des taux d'arsenic supérieurs aux normes admises. Des parents demandent la fermeture de l’école élémentaire de Conques-sur-Orbiel. Des analyses toxicologiques montrent en outre en 2020 une présence de métaux lourds, tels le mercure et le plomb, chez les riverains de l'ancienne mine.
En juillet 2025, le tribunal administratif de Montpellier demande à l'État français d'agir dans un délai d'un an pour maitriser la pollution des eaux et des sols induit par l'ancienne mine de Salsigne.

### Filmographie
Films sur la mine d'or de Salsigne par Catherine Pozzo Di Borgo :
- Les Vaches bleues (1989, 1991)
- Tout l'or de la Montagne Noire (2002).

### Littérature
- Jean-Michel Mariou, Poison d'or[15],[16], éditions Verdier, 2021, 190 pages  (ISBN 978-2-3785-6100-0)
- Alexandra Saviana, L'or de la Montagne Noire : Un scandale sanitaire français, éditions J.C. Lattès, 2021, 192 pages  (ISBN 978-2709667906)
- Nicolas Rouillé, L'or et l'arsenic : histoire orale d'une vallée minière, éditions Anarchasis, 2024, 317 pages  (ISBN 979-10-279-0470-9)